# Coggiola
Coggiola – miejscowość i gmina we Włoszech, w regionie Piemont, w prowincji Biella.
Według danych na styczeń 2009 gminę zamieszkiwało 2086 osób przy gęstości zaludnienia 88 os./1 km².